# Cryptochilus
Pour Cryptochilus Rafinesque, 1815, un synonyme pour un genre de guêpes, voir Cryptocheilus.
Genre
Cryptochilus est un genre de plantes à fleurs de la famille des Orchidaceae, de la sous-famille des Epidendroideae et de la tribu des Podochileae. Les espèces sont originaires d'Asie.

## Liste des espèces
- Cryptochilus acuminatus
- Cryptochilus ctenostachyus
- Cryptochilus luteus
- Cryptochilus petelotii
- Cryptochilus roseus
- Cryptochilus sanguineus
- Cryptochilus siamensis
- Cryptochilus strictus

## Publication originale
- Wallich N., 1824. Tentamen Florae Napalensis Illustratae 36, pl. 26.